# Jacob Frey
 (août 2020).
Si vous disposez d'ouvrages ou d'articles de référence ou si vous connaissez des sites web de qualité traitant du thème abordé ici, merci de compléter l'article en donnant les références utiles à sa vérifiabilité et en les liant à la section « Notes et références ».
Pour les articles homonymes, voir Frey.
Jacob Frey, né le 23 juillet 1981 à Oakton (Virginie), est un homme politique américain. Membre du Minnesota Democratic-Farmer-Labor Party (DFL), il est maire de Minneapolis depuis 2018. 
Il est auparavant élu au conseil municipal de Minneapolis en 2013, siégeant pour un mandat de quatre ans à partir de l'année suivante.

## Biographie

### Enfance et études
Jacob Frey a grandi à Oakton en Virginie, une banlieue de Washington DC.
Il obtient son Juris Doctor de l'université Villanova, en 2009.

### Conseiller municipal de Minneapolis (2013-2018)
Frey s'est présenté aux élections du conseil municipal de Minneapolis en 2013 pour représenter la 3ème circonscription de la ville. Il a reçu l'aval des démocrates-agriculteurs-travaillistes, ainsi que l'approbation de plus de 40 élus et organisations. Il a battu la titulaire Diane Hofstede avec plus de 60% des voix et a pris ses fonctions le 2 janvier 2014.
En tant que membre du conseil municipal, Frey s'est concentré sur le logement abordable, la politique environnementale, la réglementation du lieu de travail et l'accès au vote. Il est l'auteur d'un amendement au budget de 2015 qui a augmenté le financement du Fonds pour le logement.
En 2016, Frey a rédigé une ordonnance obligeant les pollueurs à payer des frais en fonction de la quantité de pollution qu'ils produisent. Les frais sont utilisés pour soutenir les améliorations des entreprises vertes. Depuis le lancement du programme, les émissions liées au changement climatique ont considérablement diminué. Frey et la ville de Minneapolis ont été honorés lors de la Conférence américaine des maires de 2018 pour le succès du programme. 
Frey a participé à la rédaction de l'ordonnance du Conseil sur les congés de maladie payés de 2016 et de l'ordonnance sur le salaire minimum de 2017. Il a été l'un des premiers membres du conseil à soutenir une ordonnance sur le salaire minimum. Frey est l'auteur de l'amendement à l'ordonnance sur le salaire minimum qui accordait aux petites entreprises une application progressive plus longue que les grandes entreprises pour la mise en œuvre du salaire minimum.
En tant que président du comité des élections du conseil, Frey a dirigé l'effort de passer une ordonnance obligeant les propriétaires à fournir aux locataires des informations sur l'inscription des électeurs. L'ordonnance a servi de modèle national, des villes comme Seattle et St. Paul lui emboîtant le pas. Un juge du tribunal de district fédéral a par la suite invalidé l'ordonnance comme inconstitutionnelle. [25] Frey a également dirigé les efforts visant à étendre l'accès au vote anticipé à Minneapolis avant les élections de 2016, augmentant le nombre de sites de vote anticipé à Minneapolis de un à cinq.

### Maire de Minneapolis
Le 7 janvier 2017, Jacob Frey dépose sa candidature pour le poste de maire de la ville. Le 7 novembre suivant, il est élu avec 57,2 % et entre en fonction le 2 janvier 2018.
En avril 2018, Frey a déployé des réformes de la politique du corps de police du département de police de Minneapolis. Le premier budget que Frey a utilisé en tant que maire est axé sur le logement abordable. Son allocation de 40 millions de dollars pour le logement abordable était le triple de ce que la ville dépensait auparavant pour le logement.
Le 27 mai 2020, Jacob Frey reçoit une couverture nationale à la suite de la mort de George Floyd causant des manifestations et émeutes dans la ville puis dans tous les États-Unis. Il soutient alors le licenciement de quatre policiers et la condamnation de Derek Chauvin.
Il est réélu le 2 novembre 2021 avec 56,2 % des voix.